# Уиджи. Проклятие доски дьявола
«Уи́джи. Проклятие доски дьявола» (англ. Ouija: Origin of Evil) — американский фильм ужасов 2016 года режиссёра Майка Флэнагана. Приквел фильма 2014 года «Уиджи: Доска Дьявола».

## Сюжет
Действие происходит в 1967 году в Лос-Анджелесе. Элис Зандер проводит в своем доме спиритические сеансы. Ей помогают её дочери: девятилетняя Дорис и пятнадцатилетняя Паулина. Несмотря на то, что сеансы по сути являются мошенничеством, Элис утверждает, что таким образом помогает людям справляться с их потерями. После того, как Паулина предлагает Элис попробовать использовать доску Уиджи в их сеансах, Элис покупает доску и случайным образом вызывает духа по имени Маркус, который вселяется в младшую дочь Дорис. После титров из короткого ролика мы узнаём, что выжившая старшая дочь не кто иная, как Пола Зандер из «Уиджи: Доска Дьявола».

## В ролях
- Анналиса Бассо — Паулина Зандер
- Элизабет Ризер — Элис Зандер
- Лулу Уилсон — Дорис Зандер
- Генри Томас — отец Том Хоган
- Паркер Мак
- Холли Чарлтон
- Алексис Дж. Залл
- Даг Джонс
- Кейт Сигел
- Сэм Андерсон

## Критика
По сравнению с предыдущим фильмом этот получил преимущественно положительные оценки кинокритиков. На сайте Rotten Tomatoes фильм имеет рейтинг 82 % на основе 102 рецензий критиков со средней оценкой 6,3 из 10. На сайте Metacritic фильм получил оценку 65 из 100 на основе 26 рецензий, что соответствует статусу «в основном положительные отзывы».